# Leon Kończak
Leon Kończak (ur. 7 kwietnia 1917 w Bochum, zm. 11 września 1948) – polski tenisista grający w barwach klubu sportowego Pogoń.

## Kariera tenisowa
Był od najmłodszych lat związany z Pogonią Katowice. Swą karierę sportową rozpoczął mając 14 lat. W roku 1936 zdobył mistrzostwo Polski juniorów. Podobnie w roku kolejnym wygrywał mecze m.in. z Władysławem Skoneckim 6:1, 6:2 i Ksawerym Tłoczyńskim 6:4, 6:4, 7:5. W roku 1939 zdobył trzecie miejsce na międzynarodowym turnieju w Rydze.
W latach 1945–1947 sklasyfikowany był na trzecim miejscu na liście krajowej. W roku 1947 zwyciężył Anglika Bartona oraz Czechosłowaków Verbę i Zabrodskiego. Największe sukcesy sportowe osiągnął w roku 1948, zdobywając wicemistrzostwo Polski w grze pojedynczej i podwójnej oraz zwyciężając nad Rumunem Christianem Caralulisem. Nieuleczalna choroba nowotworowa zaatakowała nagle jego organizm i zmarł w wieku 31 lat.